# Carlos Trilha
Carlos Trilha Müller (Florianópolis, 4 de janeiro de 1970) é um instrumentista e produtor musical brasileiro.

## Carreira
Seu primeiro contato com as teclas foi aos 3 anos de idade com um raro órgão de madeira fabricado pela Hering nos anos 60. Aos 9 anos iniciou seus estudos de piano erudito. Aos 13 anos, foi convidado pra participar de sua primeira banda de rock, chamada Metalmorphose, como pianista, mas se apresentou poucas vezes. Se tornou músico profissional desde 1984 e em 1989 radicou-se no Rio de Janeiro. Naquele ano, foi convidado para integrar a banda de Leo Jaime.
Em 1992, se tornou músico de apoio da Legião Urbana nas turnês V e Descobrimento do Brasil, sendo também músico de estúdio durante a gravação do A Tempestade e Uma Outra Estação.
A música "Sagrado Coração" do oitavo e último álbum da Legião Urbana é de sua co-autoria com Renato Russo. Essa co-autoria só foi reconhecida após um fã enviar um trecho de uma entrevista na qual Renato afirmava que havia composto a música com Trilha. Após o reconhecimento por parte da família de Renato, o álbum foi relançado com o nome de Carlos Trilha ao lado de Renato Russo.
Arranjou e produziu os CDs solo do cantor Renato Russo, The Stonewall Celebration Concert, Equiliíbrio Distante'' e O Último Solo, vendendo mais de 2,5 milhão de cópias.
Em 1999, produziu o álbum Forza Sempre, álbum de maior sucesso do cantor Jerry Adriani na década de 90. O álbum traz Jerry cantando em italiano os maiores sucessos da banda Legião Urbana. Este álbum é considerado um de seus maiores sucessos na carreira pós Jovem Guarda, atingindo a marca de 200 mil cópias vendidas. A canção "Santa Luccia Luntana" foi incluída na trilha sonora da novela Terra Nostra.
Produziu também dois álbuns do cantor Lobão: Uma Odisséia no Universo Paralelo, em 2001 e Canções dentro da Noite Escura, em 2005. Entre outros trabalhos produzidos, pode-se citar: Autoramas, Cabaret, Libra, Penélope e Tijuquera (SC). Destaca-se também a participação especial no show dos 15 anos ao vivo da banda Catedral em 2003, além de produzir cinco projetos da banda Catedral  (2003-2005).
Em 2007, concluiu seu trabalho solo, denominado Retrotech, no qual expressa sua paixão pelos sintetizadores e teclados da década de 1980. Ele também foi integrante da banda de rock brasileiro Tantra, que lançou seu primeiro CD em 1996. O disco Eles não eram nada trazia o single "Corvos Sobre o Campo", além de uma versão furiosa de "Tropicália" (Caetano Veloso). Ambas as músicas alcançaram notoriedade entre os veículos de comunicação. O segundo álbum da banda chamado A Febre dos Sonhos (2007) e o terceiro álbum intitulado O Fim da Infância (2009), contaram com sua produção musical, sendo ambos realizados no estúdio Órbita Music.
Participou como tecladista e programador nas turnês de Marisa Monte Memórias, Crônicas e Declarações de Amor (2000/01), Universo Particular (2006/07) e Verdade, Uma Ilusão Tour 2012/13. Também esteve presente na turnê Ana Carolina Estampado (2003/04) e #AC (2014).
Em 2013, grava e produz o álbum autoral Livre da cantora e compositora Danni Carlos no estúdio Órbita Music - Rio de Janeiro. A edição física foi disponibilizada nas lojas a partir de setembro de 2014 pela gravadora Coqueiro Verde Records e vendeu 10.000 mil cópias. Este é o oitavo álbum da discografia da cantora e traz três músicas compostas em inglês: "Brave", "Eyes and wings" e "Snake eyes"; e oito músicas em português: "A chuva quer cair", "Amo você", "Anzol", "Navio", "Se essa rua fosse minha", "Umbigo" e "Vem me dizer".
Em 2014, foi produtor do álbum Daza, sexto álbum da banda catarinense Dazaranha; e no ano de 2016, volta a produzir para a banda dando vida ao álbum Afinar As Rezas, álbum lançado pela Paravox logo após a saída do vocalista e sócio-fundador Gazu.
Além dos trabalhos de produção musical, faz participações especiais - tocando órgão e sintetizador - no show do Los Sebozos Postizos, projeto paralelo que nasceu de parte da Nação Zumbi (Jorge du Peixe, Lúcio Maia, Dengue, Pupillo); e, viaja pelo Brasil apresentando o show Venha Cantar Legião com seu parceiro Fred Nascimento.
Em 2018, lançou o álbum Moogbeat: Nação Zumbi para MiniMoog que traz as músicas da banda pernambucana Nação Zumbi totalmente recriadas em um único sintetizador analógico dos anos 60, chamado Minimoog. Esse inusitado tributo instrumental apresenta as versões eletrônicas das músicas: "Meu Maracatu Pesa uma Tonelada", "Blunt of Judah", "Futura", "Bala Perdida", "Cicatriz", "Quando a Maré Encher", "Hoje, Amanhã e Depois" e a suave "Prato de Flores", que tem um lindo videoclipe psicodélico.
Em 2022, sai em turnê pelo Brasil com o show Concerto #1 para Sintetizadores apresentando, além das músicas autorais, versões futuristas de Vangelis, Villa-Lobos, Jean Michel Jarre, Carlos Gomes, Kraftwerk e Nação Zumbi. Sintetizadores, sequencers e drum machines analógicos dos anos de 1970 e início de 1980 fazem parte do setup de teclados.  O concerto acontece com som surround 5.1 proporcionando uma imersão sonora e visual.
Neste mesmo ano, recebe o Grammy Latino na categoria "Melhor Álbum de Rock ou de Música Alternativa em Língua Portuguesa", por ser o engenheiro de mixagem no álbum “O Futuro Pertence à Jovem Guarda”, do Erasmo Carlos. O disco que foi lançado em fevereiro de 2022, reunia oito canções lançadas nos anos 60, nas vozes de artistas da Jovem Guarda — ainda inéditas para o artista. Gravado sob direção artística de Marcus Preto, com produção musical de Pupillo Oliveira.
Em 2024, na 25ª edição do Grammy Latino, que ocorreu  Miami - USA no dia 14 de novembro, Carlos Trilha foi premiado novamente na categoria "Melhor Álbum de Rock ou de Música Alternativa em Língua Portuguesa" no álbum "Erasmo Esteves" do cantor Erasmo Carlos, o trigésimo álbum Erasmo_Esteves_(álbum) e primeiro álbum póstumo. O álbum contém canções compostas por Erasmo e gravadas nas vozes dos artistas: Gaby_Amarantos, Marina_Sena, Rubel, Emicida, Tim_Bernardes, Russo_Passapusso, Xênia_França, Chico_Chico, Jota.pê, Teago Oliveira e Sebastião Reis.

## Discografia
| - 2018: MoogBeat: Nação Zumbi para Minimoog - 2007: Retrotech - 1994: The StoneWall Celebration Concert - Renato Russo - 1995: Equilíbrio Distante - Renato Russo - 1997: Último Solo - Renato Russo - 1999: Forza Sempre - Jerry Adriani - 2000: Cabeça Coração - Arícia Mess - 2004: A Resposta de 1 Desejo - Catedral - 2005: Canções Dentro da Noite Escura - Lobão - 2007: A Febre dos Sonhos - Tantra - 2008: Até que a Morte Não Separe - Libra - 2011: Humanish - Humanish - 2012: Livre - Danni Carlos - 2013: Somos Tão Jovens - Carlos Trilha - 2014: Daza - Dazaranha - 2015: Beija - Pedro Baby - 2016: Afinar as Rezas - Dazaranha |

## Indicações e prêmios
- Premiado: Equilíbrio Distante - Melhor Álbum em Língua Estrangeira no 9º Prêmio da Música Brasileira (1996) - Ano Milton Nascimento.[26]
- Premiado: Golfinho de Ouro no Cannes Corporate Media & TV Award 2012 pelo filme institucional Nossa História sobre os 70 anos da empresa.[27][28][29]
- Indicado: Trilha Sonora Original do filme Somos Tão Jovens finalista como melhor trilha sonora original no Grande Prêmio do Cinema Brasileiro 2014[30]
- Premiado: Melhor Trilha Sonora do filme Somos Tão Jovens no Oitavo Los Angeles Brazilian Film Festival 2015[31]
- Premiado: Grammy Latino 2022 na categoria "Melhor Álbum de Rock ou de Música Alternativa em Língua Portuguesa" como Engenheiro de Mixagem e Tecladista no álbum “O Futuro Pertence à Jovem Guarda” , do Erasmo Carlos
- Premiado: Grammy Latino 2024 na categoria "Melhor Álbum de Rock ou de Música Alternativa em Língua Portuguesa", como Engenheiro de Mixagem no álbum “ Erasmo Esteves” , do Erasmo Carlos

## Citações em livros
- Dado Villa-Lobos - Memórias de um Legionário[32]
- Renato Russo: O filho da Revolução[33]
- Admirável Chip Novo: A música na Era da Internet[34]
- Renato Russo: o trovador solitário[35]
- Conversações com Renato Russo[36]